# Rhytiphora cinnamomea
Rhytiphora cinnamomea är en skalbaggsart som först beskrevs av Francis Polkinghorne Pascoe 1859.  Rhytiphora cinnamomea ingår i släktet Rhytiphora och familjen långhorningar. Inga underarter finns listade i Catalogue of Life.